# Irupana

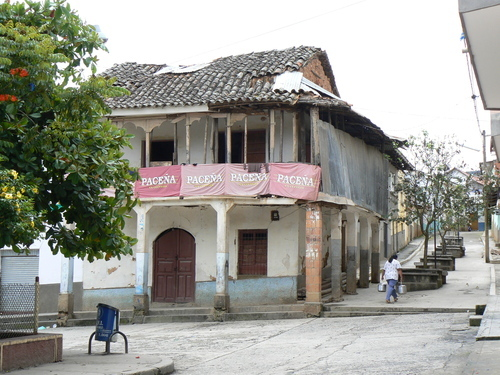
Plaza Irupana

Irupana ist eine Landstadt im Departamento La Paz im südamerikanischen Andenstaat Bolivien.

## Lage im Nahraum
Irupana ist der zentrale Ort des Municipios Irupana in der Provinz Sud Yungas. Die Ortschaft liegt auf in einer Höhe von 1910 m zehn Kilometer Luftlinie nordwestlich des Río Boopi, einem Quellfluss des Río Beni.

## Geographie
Irupana liegt in den bolivianischen Yungas am Ostabhang des Hochgebirgsrückens der Cordillera Real. Die Region weist ein ausgeprägtes Tageszeitenklima auf, bei dem die täglichen Temperaturschwankungen deutlicher ausfallen als die mittleren Schwankungen im Jahresverlauf.
Die Jahresdurchschnittstemperatur der Region liegt bei 21 °C (siehe Klimadiagramm Chulumani), die Monatswerte schwanken nur unwesentlich zwischen 18 °C im Juli und 22 °C im Dezember. Der Jahresniederschlag beträgt etwa 1150 mm, die Monatsniederschläge liegen zwischen etwa 20 mm in den Monaten Juni und Juli und mehr als 150 mm von Dezember bis Februar.

## Verkehrsnetz
Irupana liegt in einer Entfernung von 157 Straßenkilometern östlich von La Paz, der Hauptstadt des gleichnamigen Departamentos.
Von La Paz führt die asphaltierte Nationalstraße Ruta 3 in nordöstlicher Richtung 60 Kilometer bis Unduavi, von dort zweigt die unbefestigte Ruta 25 in südöstlicher Richtung ab und erreicht über Chulumani nach 97 Kilometern Irupana. Von dort führt sie weiter über die Ortschaften Inquisivi und Independencia (Ayopaya) und trifft nach insgesamt 481 Kilometern bei Vinto auf die Ruta 4, die auf weiteren fünfzehn Kilometern Cochabamba erreicht.

## Bevölkerung
Die Einwohnerzahl der Ortschaft ist in den zwei Jahrzehnten zwischen den letzten Volkszählungen leicht angestiegen:
| Jahr | Einwohner | Quelle       |
| ---- | --------- | ------------ |
| 1992 | 1 742     | Volkszählung |
| 2001 | 1 882     | Volkszählung |
| 2012 | 1 949     | Volkszählung |
| 2024 |           | Volkszählung |

Die Ortschaft weist einen hohen Anteil an Aymara-Bevölkerung auf, im Municipio Irupana sprechen 56,4 Prozent der Einwohner Aymara.

## Persönlichkeiten
- Mario Monje (1929–2019), kommunistischer Politiker